# Bruzolo
Bruzolo (arpità Bërsoel, piemontès Bruzeul) és un municipi italià, situat a la ciutat metropolitana de Torí, a la regió del Piemont. L'any 2007 tenia 1.336 habitants. Està situat a la Vall de Susa, una de les Valls arpitanes del Piemont. Limita amb els municipis de Chianocco, Condove, San Didero, San Giorio di Susa i Usseglio.

## Administració
| Període | Identitat      | Partit        |
| ------- | -------------- | ------------- |
| 2004-   | Mario Richiero | Llista cívica |